# History of Science
History of Science este o revistă academică cu acces deschis și evaluare inter pares, dedicat studiului interdisciplinar⁠(d) al istoriei științei, dezvoltării și impactului acesteia. Înființat în 2018, jurnalul este publicat trimestrial de AcademyGate Publishing și International Metafizika Center. Acesta servește ca o platformă pentru dezbateri academice într-un spectru larg de discipline, contribuind la o înțelegere mai profundă a evoluției cunoștințelor științifice și a semnificației acestora pentru societate.
Jurnalul este disponibil atât în format tipărit (ISSN 2790-0029), cât și electronic (ISSN 2790-0037), asigurând o accesibilitate extinsă pentru cercetători, academicieni și instituții din întreaga lume. Articolele sunt publicate în șase limbi: rusă, engleză, turcă, persană, arabă și azeră, evidențiind orientarea internațională și caracterul incluziv al jurnalului.

## Domeniul de acoperire și tematici
Jurnalul History of Science adoptă o abordare interdisciplinară, primind contribuții care intersectează diverse domenii academice. Acesta acoperă subiecte precum:
- Științe fizico-matematice și tehnice: Matematică, Mecanică, Fizică, Astronomie și Științe Tehnice.
- Științe chimice: Istoria și dezvoltarea Chimiei și domeniilor conexe.
- Științe ale Pământului: Geografie, Geologie și Studii de mediu.
- Științe biologice și medicale: Medicină, Farmacie, Biologie și Științe Agricole.
- Științe umaniste: Filologie, Studii de artă, Arhitectură și Pedagogie.
- Științe sociale: Filosofie, Sociologie, Științe Politice, Psihologie, Istorie, Antropologie, Drept și Economie.

Această acoperire tematică largă subliniază angajamentul jurnalului de a promova cercetarea interdisciplinară și dialogul academic, oferind perspective asupra dimensiunilor istorice ale științei în contexte intelectuale diverse.

## Misiune și obiective
Jurnalul History of Science își propune să avanseze studiul istoriei științei prin următoarele obiective:
- Publicarea rezultatelor cercetărilor realizate de specialiști internaționali, în conformitate cu profilul jurnalului.
- Oferirea de recenzii asupra cercetărilor legate de metodologia istoriei științei.
- Acordarea de suport metodologic pentru proiectele de cercetare.
- Sprijinirea instituțiilor educaționale la nivel global prin resurse academice referitoare la istoria științei.
- Facilitarea schimbului de informații, metodologii și resurse intelectuale pentru a îmbunătăți eficiența cercetărilor istorice.
- Clasificarea profesională a lucrărilor din domeniul istoriei științei și analizarea implicării utilizatorilor în acest domeniu.

## Secțiuni
Jurnalul include secțiuni specializate care acoperă diverse domenii de cercetare, inclusiv:

### Științe fizico-matematice și tehnice
- Matematică și Mecanică
- Fizică și Astronomie
- Științe Tehnice

### Științe chimice
- Științe Chimice

### Științe ale Pământului
- Științe ale Pământului
- Geografie

### Științe biologice și medicale
- Științe Medicale și Farmaceutice
- Științe Biologice
- Științe Agricole

### Științe umaniste
- Științe Filologice
- Studii de Artă și Arhitectură
- Pedagogie

### Științe sociale
- Filosofie și Sociologie
- Științe Politice
- Psihologie
- Istorie și Antropologie
- Drept
- Economie

## Contribuția la știință
Prin publicarea de articole care explorează istoria, dezvoltarea și metodologia științei, jurnalul History of Science își propune să aducă o contribuție semnificativă la comunitatea academică. Acesta reprezintă o resursă valoroasă pentru cercetători, educatori și instituții implicate în studiul istoriei științei și în conexiunile sale interdisciplinare.